# Odprto prvenstvo Anglije 2025
Odprto prvenstvo Anglije 2025 je teniški turnir za Grand Slam, ki je med 30. junijem in 13. julijem 2025 potekal v Londonu.

## Moški posamično
- Jannik Sinner :  Carlos Alcaraz, 4–6, 6–4, 6–4, 6–4

## Ženske posamično
- Iga Świątek :  Amanda Anisimova, 6–0, 6–0

## Moške dvojice
- Julian Cash /  Lloyd Glasspool :  Rinky Hijikata /  David Pel, 6–2, 7–6(7–3)

## Ženske dvojice
- Veronika Kudermetova /  Elise Mertens :  Hsieh Su-wei /  Jeļena Ostapenko, 3–6, 6–2, 6–4

## Mešane dvojice
- Sem Verbeek /  Kateřina Siniaková :  Joe Salisbury /  Luisa Stefani, 7–6(7–3), 7–6(7–3)